# Die Sünde der Helga Arndt
Die Sünde der Helga Arndt ist ein deutsches Stummfilmmelodram aus dem Jahre 1915 von Joe May mit dessen Ehefrau Mia May in der Titelrolle.

## Handlung
Helga Arndt hat eine kranke Mutter, deren medizinische Versorgung sie eines Tages nicht mehr bezahlen kann, da sie ihren Job in der Fabrik verloren hat. Vergeblich bittet sie den Apotheker, ihr die dringend benötigte Medizin für die Mutter vorübergehend umsonst zu geben. Als sie eines Tages eine Geldbörse mit (in der österr. Fassung) 100 Kronen findet, nimmt sie diese an sich und geht erst einmal Medizin und Nahrung für die Mutter einkaufen. Diese Missetat wird entdeckt, da derjenige Mann, der die Brieftasche verloren hat – ein Bankier – die Nummern der Geldscheine notiert und selbige in einer Zeitungsannonce veröffentlicht hat. Diese liest wiederum derjenige Kaufmann, bei dem Helga einkaufte und mit den gefundenen Banknoten bezahlte. Die Polizei erscheint nun in Helga Arndts Wohnung und verhaftet sie. Dies ist zu viel Aufregung für die gleich nebenan liegende, schwerkranke Mutter, die darüber stirbt. Vom Totenbett der Mutter wird Helga Arndt schnurstracks in ein Frauengefängnis verbracht.
Während ihrer Haftzeit lernt sie eine Leidensgenossin kennen, beide werden am gleichen Tag entlassen. Diese Frau nimmt die nunmehr obdachlose Helga erst einmal zu ihrer Wirtin mit. Doch Helga erkennt den schlechten Einfluss ihrer Knastbekanntschaft und löst sich deshalb rasch von ihr. Doch es ist sehr schwierig für sie, legale und gut bezahlte Arbeit zu finden. Zutiefst deprimiert von all den Absagen, will Helga wenigstens einmal auch Spaß haben, zieht sich ein schönes Kleid an und gibt sich in der folgenden Nacht der „Sünde“ hin. Bei dem entsprechenden Mann, einem Bekannten ihrer Knastfreundin, handelt es sich um den Journalisten Dr. Niklas. Beide verbringen die Nacht miteinander. Ausgerechnet am darauffolgenden Morgen hat Helga Arndt ein Stellenangebot vorliegen; sie kann in der Firma Schöndorfer als Expedientin anfangen. Helga bezahlt Kost und Logis bei der Wirtin und will so schnell wie möglich dieses Leben hinter sich wissen. Doch ihre Knastbekannte ist noch immer sauer darüber, dass sich Helga nicht in ihren Sumpf begeben wollte und schwärzt die junge Frau bei ihrem neuen Arbeitgeber an, in dem sie über ihre Gefängnisvergangenheit plaudert.
Das zu erwartende Martyrium Helgas will der leitende Ingenieur der Firma, Berger, verhindern. Er kümmert sich rührend um Helga Arndt und wird ihr ein guter Freund. Bald verliebt er sich in sie und erzählt Helga voll Freude, dass man ihm einen Direktorposten in der Stadt geben wolle. Helga freut sich einerseits, ahnt aber auch, dass, wenn ihr Schutzpatron Berger erst einmal weg sein sollte, für sie hier die Hölle auf Erden beginnen werde. Daraufhin fragt der Mann, ob Helga nicht seine Ehefrau werden wolle. Sie sagt begeistert ja, hat aber Bedenken wegen ihrer Vergangenheit. Nun, wenn es nur die Sache mit der gefundenen Brieftasche sei … die Angelegenheit würde er als erledigt betrachten. Oder habe sie ihm sonst noch etwas zu beichten? Helga verschweigt ihm ihren einmaligen Ausrutscher, schüttelt den Kopf und sagt „nein“.
Drei Jahre sind seitdem vergangen, und Familie Berger führt eine harmonische Ehe, mit einem gemeinsamen Sohn als Krönung des gemeinsamen Glücks. Dann begegnet sie Niklas wieder. Der hat von seinem Chefredakteur den Auftrag bekommen, Direktor Bergers Versuch, zum Senator gewählt zu werden, zu hintertreiben. Da trifft es sich perfekt, dass Niklas erfährt, wer Bergers Gattin „mit Vergangenheit“ ist: niemand anderes als sein One Night Stand Helga Arndt! Der Journalist attackiert Helga Arndt wegen ihrer Vergangenheit öffentlich, doch Helgas Mann nimmt an, dass es sich nur um die ausgestandene Brieftaschen-Affäre handeln kann und verfasst in Seelenruhe eine kurze Notiz, die an die Zeitung weitergereicht werden soll. Da gesteht Helga ihrem Gatten ebenso zögernd wie stockend die ganze Wahrheit. Berger ist schockiert und stößt seine Frau von sich. Helga Berger verlässt das gemeinsame Haus und droht durch einen leichtsinnigen Lebenswandel in der Folgezeit zu verkommen. 
Ihr sozialer Abstieg ist unaufhaltsam; sie wird Lebedame, sieht ihren Sohn, der sie nicht mehr erkennt, an der Seite des Kindermädchens auf dem Gehweg und wird schließlich krank. Ein letztes Mal geht sie, körperlich geschwächt und mitten im Winter viel zu dünn angezogen, zu Bergers Haus, um wenigstens noch einmal ihr Kind zu sehen. Auf den Stufen zur Eingangstür bricht Helga Berger zusammen. Halb erfroren wird sie Stunden später von Bergers Dienerschaft gefunden und ins Haus getragen. Aus der Ohnmacht erwacht, sieht sie zum letzten Mal ihren Mann und umarmt ihren Sohn; dann stirbt Helga.

## Produktionsnotizen
Die Sünde der Helga Arndt wurde Ende 1915 gedreht, passierte im Januar 1916 die Filmzensur und wurde mit Jugendverbot belegt. Die Uraufführung fand am 28. Januar 1916 im Berliner Tauentzienpalast statt. Der Vierakter war in seiner österreichischen Fassung 1380 Meter lang.

## Kritik
„Ein ganz hervorragendes Bild, in dessen tragischer Handlung der Puls des wahren Lebens schlägt. (…) Mia May … versteht es durch ihr meisterhaftes Spiel die tiefsten Saiten unserer Seele in Schwingungen zu  bringen und zu erschüttern. Hervorragende Aufnahmen erhöhen noch den Eindruck dieses wirkungsvollen Films.“